# (16200) 2000 BT28
A (16200) 2000 BT28 a Naprendszer kisbolygóövében található aszteroida. A LINEAR projekt keretében fedezték fel 2000. január 30-án.